# Аркань
Аркань, Аркані (рум. Arcani) — село у повіті Горж в Румунії. Входить до складу комуни Аркань.
Село розташоване на відстані 244 км на захід від Бухареста, 11 км на північний захід від Тиргу-Жіу, 99 км на північний захід від Крайови.

## Населення
За даними перепису населення 2002 року у селі проживали 511 осіб, усі — румуни. Усі жителі села рідною мовою назвали румунську.